# Zajadkowate

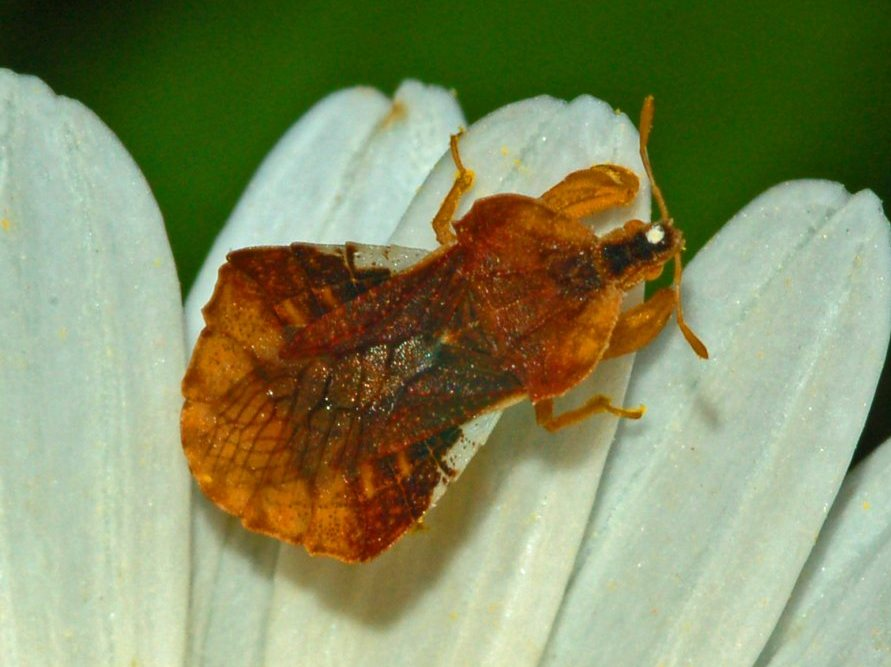
Phymata crassipes z podrodziny Phymatinae

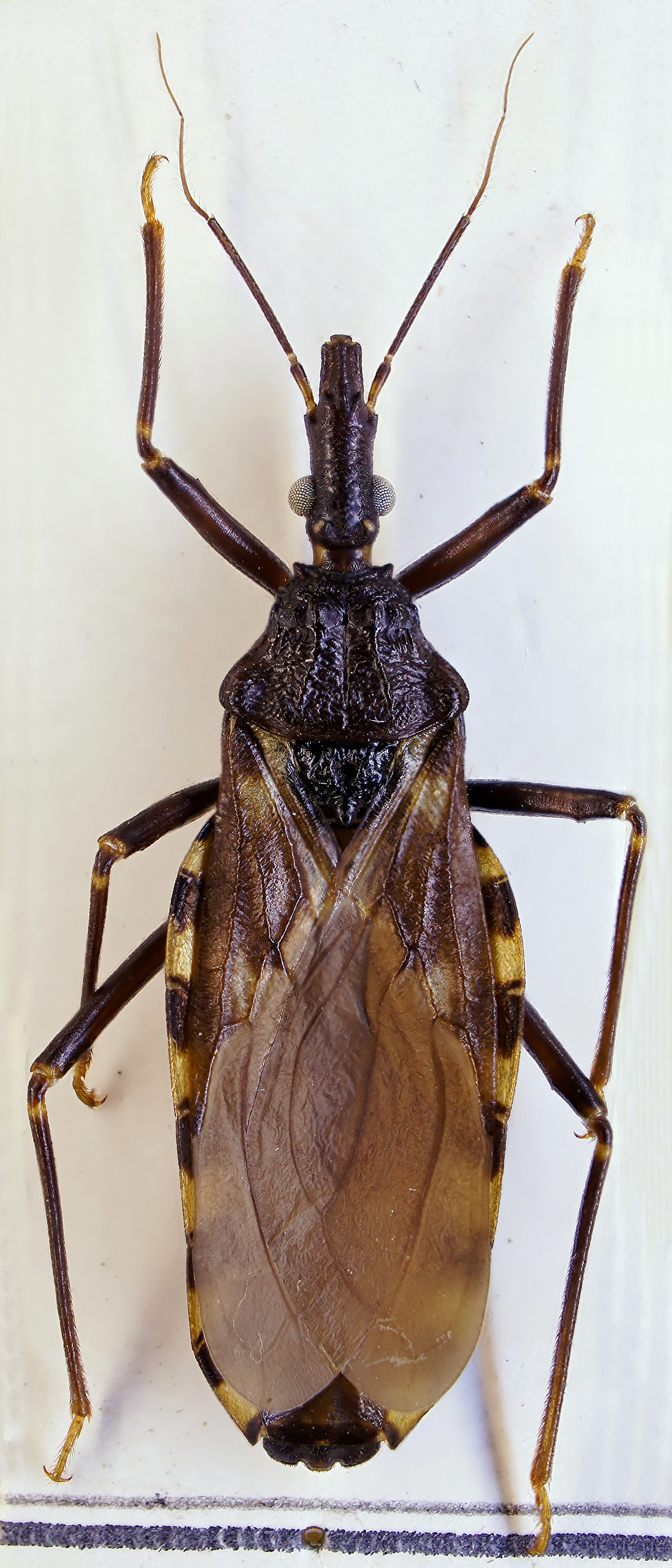
Triatoma infestans z podrodziny Triatominae

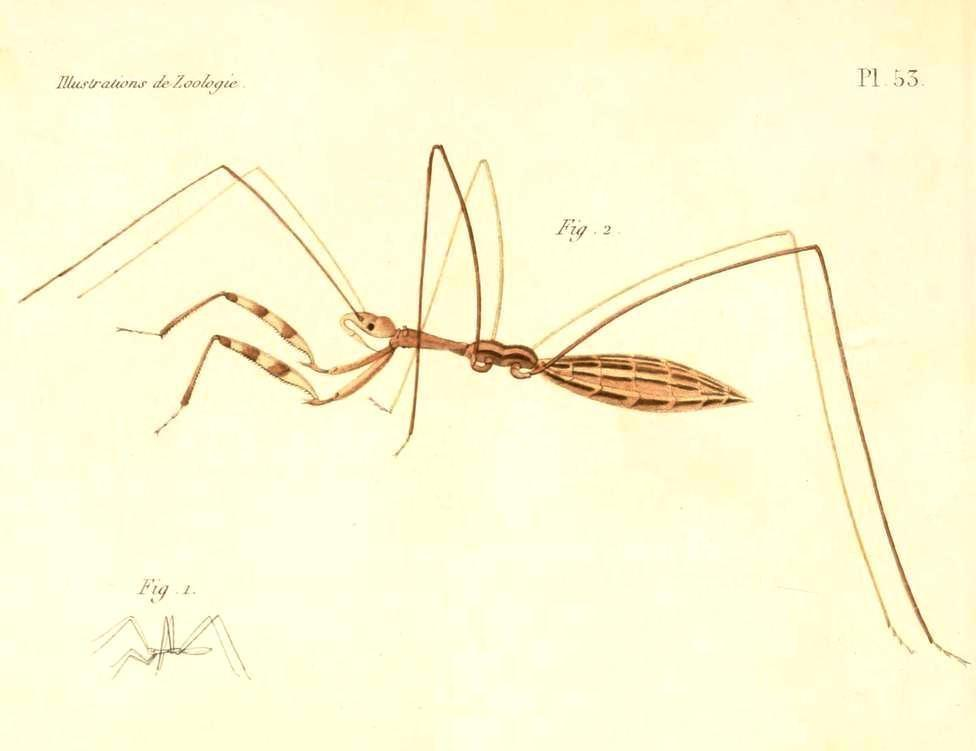
Komarek nadrzewny z podrodziny Emesinae

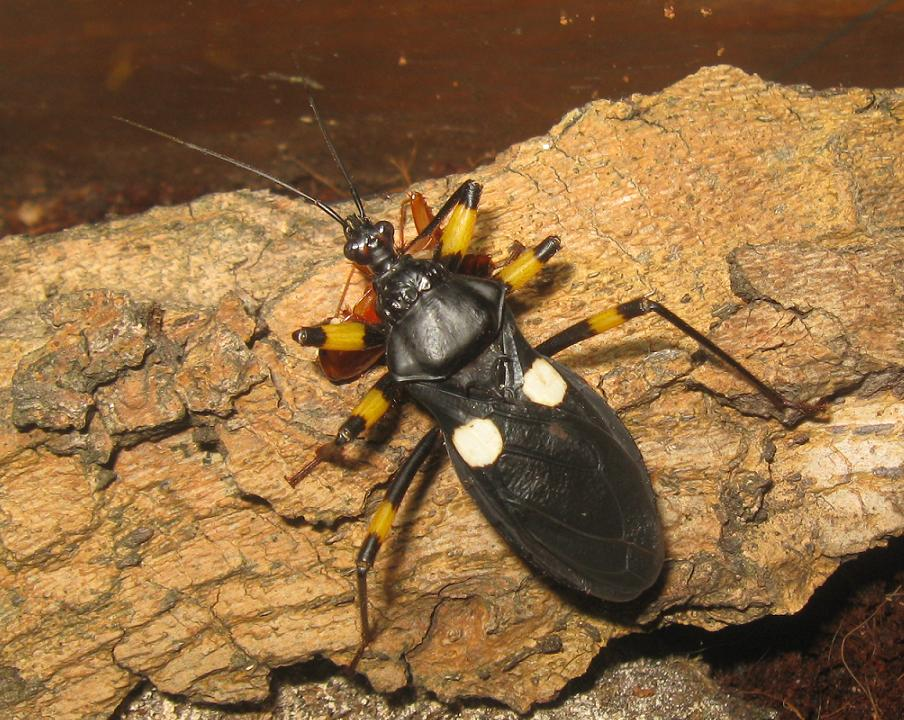
Pluskwiak dwuplamy z podrodziny Reduviinae

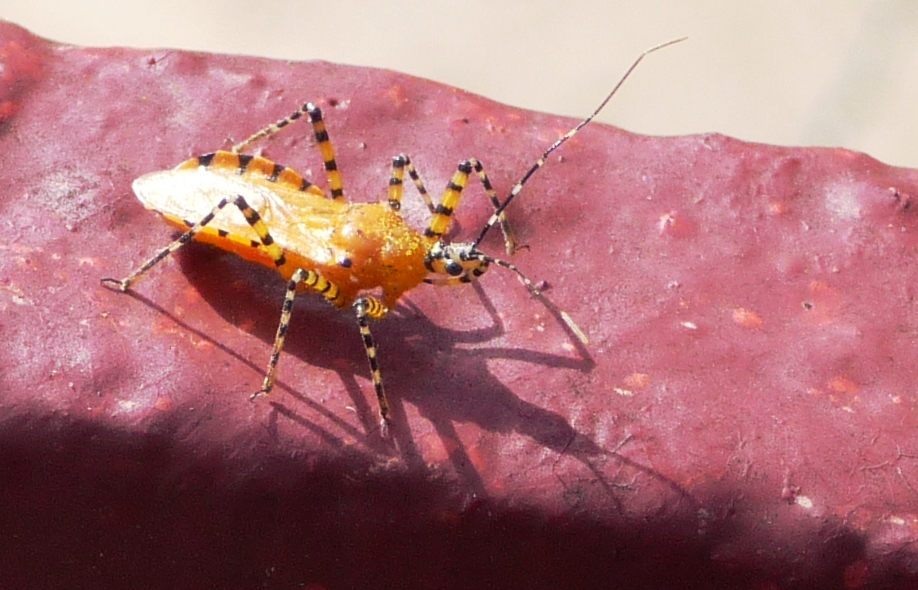
Pselliopus barberi z podrodziny Harpactorinae

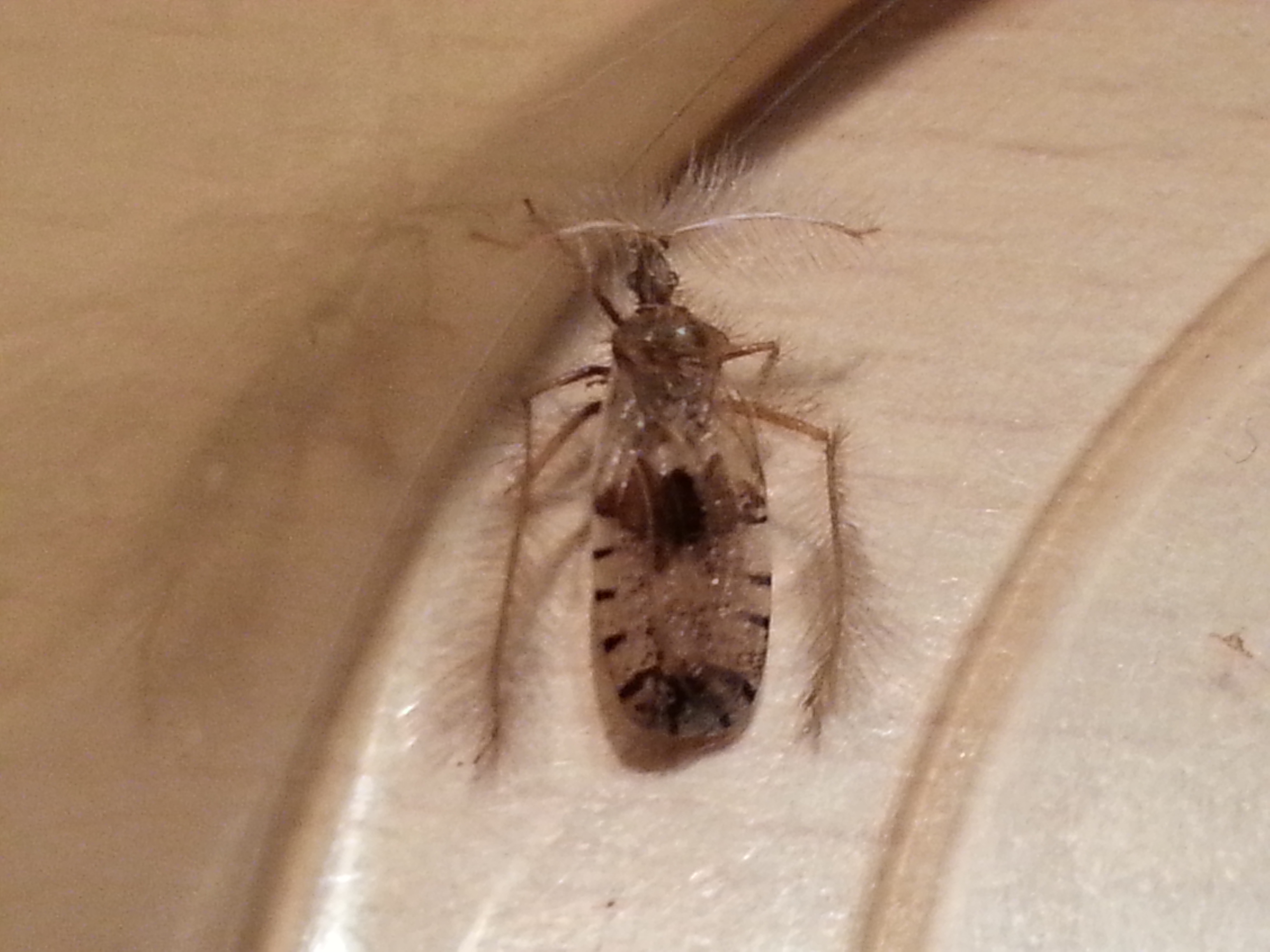
Holoptilus sp. z podrodziny Holoptilinae

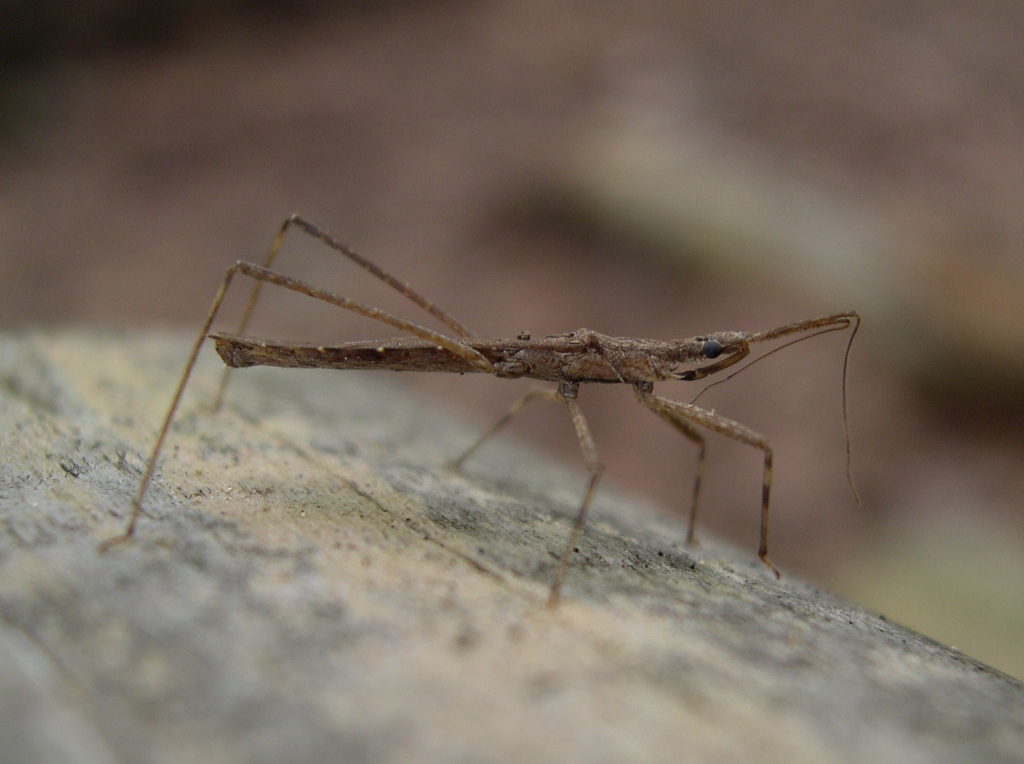
Pygolampis cognata z podrodziny Stenopodainae

Zajadkowate (Reduviidae) – rodzina pluskwiaków z podrzędu różnoskrzydłych i infarzędu Cimicomorpha, występujących głównie w strefie tropikalnej. Obejmuje około 7 000 opisanych gatunków, głównie drapieżnych, rzadziej ektopasożytów. Mają duże oczy i, zwykle, chwytne odnóża przednie. Pojawiły się w środkowej jurze. Wiele gatunków pożytecznych, inne są wektorami chorób.

## Opis
Pluskwiaki te mają ciało długości od kilku do blisko 40 milimetrów. Występują formy o silnej budowie ciała i odnóżach proporcjonalnych jak i o delikatnym, pałeczkowatym ciele, a odnóżach i czułkach silnie wydłużonych, nitkowatych.

### Głowa
Większość gatunków ma głowę walcowatą, wydłużoną i zwężoną za oczami. Część zaoczna podzielona jest bruzdą poprzeczną na tylną i przednią. Oczy duże lub bardzo duże, niekiedy wyciągnięte i prawie stykające się od spodu, a u większości występują także położone na ciemieniu przyoczka. Trójczłonowa (tylko u dwóch podrodzin widoczne cztery człony), gruba, wygięta łukowato kłujka (rostrum) sięga tylko do bioder przednich odnóży. Czułki 4-członowe, załamane za pierwszym członem, który może być poprzedzony wstawką (internodium). Człony wstawkowe mogą się również pojawiać przed drugim i trzecim członem.

### Tułów
Na przedtułowiu obecny gruby kołnierz lub obwódka otaczająca tył głowy. Przedplecze zwykle z przodu węższe niż z tyłu, często z poprzeczną bruzdą. Na przedpiersiu obecna jest między biodrami podłużna bruzda o dnie pokrytym żeberkami (pars stridens). W połączeniu z pocierającym o nie plectrum (człon kłujki), służą jako aparat strydulacyjny. Przednie odnóża większości gatunków są chwytne. Golenie przednich, a czasem też środkowych odnóży wyposażone są w fossa spongiosa – elastyczną poduszkę z tysiącami włosków, działającą jak przylga. Półpokrywy bez klinika, o słabo użyłkowanej przykrywce. Międzykrywka błoniasta, a zakrywka z dwoma komórkami i góra czterema wolnymi żyłkami.

### Odwłok
Z siódmego segmentu odwłoka samców wysuwa się dziewiąty, symetryczny, płciowy segment o otworze płciowym skierowanym ku górze. Ósmy segment niewidoczny. Paramery, niekiedy asymetryczne, słabo zróżnicowane morfologicznie. Prącie o podstawie w kształcie spłaszczonego pierścienia, części środkowej (theca) objętej chitynowymi półokręgami, a wierzchołkowej (vesica) błoniastej, pofałdowanej, czasem opatrzonej hakami i wyrostkami (spiculae).

## Pożywienie
Wszystkie, z wyjątkiem Triatominae, są drapieżnikami polującymi głównie na stawonogi. Niektóre wyspecjalizowane są w polowaniu na określone ofiary np.: dwuparce, termity, mrówki czy pająki. Triatominae są ektopasożytami, odżywiając się krwią ptaków i ssaków.

## Występowanie
Zajadkowate występują w szerokim spektrum siedlisk lądowych, od ssaczych nor na pustyniach po butwiejące kłody w lasach deszczowych. Obejmują 7 tysięcy opisanych gatunków, są trzecią pod względem bogactwa gatunków rodziną pluskwiaków. Największą różnorodność osiągają w strefie tropikalnej. W Europie Środkowej występuje zaledwie kilkanaście gatunków, z czego w Polsce 9 z sześciu podrodzin (zobacz zajadkowate Polski).

## Znaczenie
Rodzina ta ma duże znaczenie dla gospodarki człowieka. Ponad 150 gatunków odżywia się szkodnikami roślin, odgrywając pożyteczną rolę w uprawach. Niektóre, jak Pristhesancus plagipennis, Zelus sp. i Sinea sp., wykorzystuje się do biologicznego zwalczania szkodników takich jak gąsienice motyli, ryjkowce i tasznikowate. Krwiopijni przedstawiciele Triatominae mają znaczenie epidemiologiczne jako wektory chorób. Gatunki z rodzaju Triatoma przenoszą świdrowca Trypanosoma cruzi, który u ludzi wywołuje chorobę Chagasa. Niektóre gatunki, jak pluskwiak dwuplamy i inne z rodzaju Platymeris, są hodowane w terrariach jako zwierzęta domowe.

## Systematyka i filogeneza
Pluskwiaki z rodziny zajadkowatych pojawiły się w już jurze środkowej (ok. 178 mln lat temu), jednak znaczące zróżnicowanie się linii ewolucyjnych w tej grupie nastąpiło dopiero w kredzie późnej (ok. 97 mln lat temu).
Systematyka zajadkowatych znajduje się obecnie u progu dużych zmian. Wynika to z zastosowania metod molekularnych do badań tej grupy. Analizy molekularne, morfologiczne i łączone wykazują monofiletyzm zajadkowatych, podając jako ich grupę siostrzaną Pachynomidae (wspólnie tworzą nadrodzinę Reduvioidea), jednakże podważają monofiletyzm niektórych grup w obrębie rodziny. Z analizy przeprowadzonej przez Hwanga i Weirauch wynika, że podrodzina Reduviinae (druga co do ilości gatunków) składa się z od 11 do 14 kladów, a ponadto możliwe jest, że podrodzina Cetherinae to takson polifiletyczny. Praca z 2008 roku wskazuje na możliwy parafiletyzm Salyavatinae, a praca z 2010 roku na niepewność wyznaczenia granicy między Ectrichodiinae i Tribelocephalinae. W 2013 roku ukazały się wyniki wskazujące na możliwy parafiletyzm plemion Harpactorinae. Niepewny jest los Triatominae, gdyż mimo czterech prac wykazujących ich monofiletyczność, pojawiła się praca wskazująca na polifiletyczność i inna wskazująca na parafiletyczność tej grupy. Sześć podrodzin wciąż jeszcze nie było przedmiotem analiz filogenetycznych. Poniższy podział na 25 podrodzin został podany za kluczem autorstwa C. Weirauch i 17 innych naukowców z 2014 roku:
- Bactrodinae Stål, 1866
- Centrocnemidinae Miller, 1956
- Cetherinae Jeannel, 1919
- Chryxinae Champion, 1898
- Ectrichodiinae Amyot et Serville, 1843
- Elasmodeminae Lethierry et Severin, 1896
- Emesinae Amyot et Serville, 1843
- Hammacerinae Stål, 1859
- Harpactorinae Amyot et Serville, 1843
- Holoptilinae Amyot et Serville, 1843
- Manangocorinae Miller, 1954
- Peiratinae Amyot et Serville, 1843
- Phimophorinae Handlirsch, 1897
- Phymatinae Laporte, 1832
- Physoderinae Miller, 1954
- Pseudocetherinae Villiers, 1963
- Reduviinae Latreille, 1807
- Saicinae Stål, 1859
- Salyavatinae Amyot et Serville, 1843
- Sphaeridopinae Amyot et Serville, 1843
- Stenopodainae Amyot et Serville, 1843
- Triatominae Jeannel, 1919
- Tribelocephalinae Stål, 1866
- Vesciinae Fracker et Bruner, 1924
- Visayanocorinae Miller, 1952